# José Leão
José Leão Azevedo de Carvalho, mais conhecido como José Leão, (Barão de Grajaú, 17 de dezembro de 1946) é um contabilista e político brasileiro que foi prefeito de Floriano por três vezes.

## Dados biográficos
Filho de José Fernandes de Carvalho e Francisca Azevedo de Carvalho, é empresário, agropecuarista, administrador de empresa, contabilista radicado em Floriano, cidade na qual foi eleito vereador pela ARENA e depois pelo PDS em 1972, 1976 e 1982. Em 1988 foi eleito prefeito de Floriano pelo PFL sendo escolhido por seus pares primeiro vice-presidente da Associação Piauiense de Municípios, efetivado que foi após a renúncia de Júlio César da prefeitura de Guadalupe para assumir a Secretaria de Agricultura no governo Freitas Neto.
Eleito terceiro suplente de deputado estadual em 1994, chegou a exercer o mandato parlamentar por breve período, mas retornou à prefeitura de Floriano no pleito de 1996, sendo reeleito no ano 2000. Candidato a primeiro suplente de senador na chapa de Hugo Napoleão em 2006, foi derrotado, mas elegeu-se para o seu quarto mandato de vereador em 2012, pelo PSD. 
Sua esposa, Maria José Ribeiro de Carvalho, conhecida como “Maria José Leão”, foi eleita deputada estadual em 2002.